# Metrodorea mollis
Metrodorea mollis là một loài thực vật có hoa trong họ Cửu lý hương. Loài này được Taub. mô tả khoa học đầu tiên năm 1892.